# Tixati
Tixati是一个用C++编写的BitTorrent 客户端。每个客户端版本都有便携版本。
除了标准的BitTorrent 功能外，Tixati 还提供带有频道聊天和加密私信功能的内置聊天室。 聊天室可以设置为公开或私密。用户可以选择分享磁力链接或 URL 列表，也可以通过加入的频道进行搜索。Tixati支持浏览特定用户的共享列表。频道允许播放流媒体音频和视频。 

## Fopnu
自 2017年7月20日起，Tixati的开发人员定期发布名为Fopnu的新P2P文件共享系统（网络和客户端）的更新。 Fopnu 外观与Tixati类似，但不是torrent 客户端。 

## 评价
2012年TorrentFreak将Tixati列为十大μTorrent替代品之一 同年，它获得了Ghacks的正面评价。  2015年5月，Tixati是Lifehacker读者最喜爱的第五大Bittorrent客户端。 

## 外部連結
官方网站